# Penitenciaría estatal de Wetumpka
La Penitenciaría Estatal de Wetumpka (WSP), originalmente conocida como la Penitenciaría Estatal de Alabama, fue la primera prisión estatal establecida en Alabama, Estados Unidos. Construida en la orilla este del río Coosa en Wetumpka, fue apodado "Muros de Alabama" o "Muros". Durante gran parte de su funcionamiento, la prisión albergaba tanto a hombres como a mujeres, en secciones separadas de la prisión.
Durante un período que comenzó en la década de 1920, esta prisión fue utilizada exclusivamente para mujeres. Después de que se abriera una nueva prisión para mujeres a una milla de distancia en 1942, el estado albergó a menos prisioneras en las viejas instalaciones de Wetumpka y comenzó a vender parcelas de tierra. El sitio histórico se agregó al Registro Nacional de Lugares Históricos el 8 de mayo de 1973. Todos los edificios en el sitio han sido demolidos desde finales del siglo XX.

## Historia
El 26 de enero de 1839, la Legislatura de Alabama, bajo el Gobernador de Alabama Arthur P. Bagby, promulgó un código penal que autorizó la creación de la primera prisión en Alabama. El 21 de agosto de ese año, el estado compró un sitio a lo largo del río Coosa en Wetumpka, ya que el sitio estaba ubicado en el centro del estado. Bagby colocó la primera piedra angular de la prisión en octubre de ese año. En 1841 se completó la prisión de $84,889. Tenía 208 celdas y estaba rodeada por paredes de 7.62 metros de altura. El primer preso ingresó a la prisión en 1842.
En 1922, Wetumpka se convirtió para servir exclusivamente como prisión para mujeres.
Un incendio destruyó una parte de la prisión de Wetumpka el 23 de enero de 1931; dentro de los 40 días posteriores al incendio, el departamento había restablecido la funcionalidad en la instalación. Después de un incendio en la prisión de Speigner el 28 de noviembre de 1932, Wetumpka albergó a los presos de Speigner hasta el 26 de diciembre de 1932, cuando se abrieron edificios temporales en Speigner.
En 1941, la prisión pasó a llamarse Prisión Julia Tutwiler. Se utilizaba sobre todo para las prisioneras. En diciembre de 1942 se abrió una nueva prisión para mujeres Julia Tutwiler, construida a menos de una milla al norte de la penitenciaría estatal de Wetumpka. El uso de la prisión de Wetumpka anterior disminuyó. A partir de 1945, el estado de Alabama comenzó a vender pequeñas parcelas de los terrenos de la antigua prisión. En 1973, la prisión y el sitio se incluyeron en el Registro Nacional de Lugares Históricos. Varios edificios sobrevivieron hasta las últimas décadas del siglo XX, pero desde entonces han sido demolidos.